# دولاژ دی۸
دولاژ دی۸ (به انگلیسی: Delage D8) یک خودروی لوکس هشت سیلندر بود که توسط دولاژ بین سال‌های ۱۹۲۹ تا ۱۹۴۰ تولید شد.
پیشرانهٔ ۴۰۶۱ سی‌سی دی۸ اصلی، آن را در گروه مالیات خودرو ۲۳سی‌وی قرار داد که برای بسیاری از معاصران، موقعیت آن را در سلسله مراتب بازار نیز مشخص می‌کرد.
دولاژ نگاه سنتی به نقش خود به‌عنوان تولیدکننده خودرو داشت و خودروهایی را به شکل شاسی برهنه ارائه می‌کرد تا توسط سازندگان سفارشی معتبری مانند لتورنور و مارچند و چاپرون که (در بیشتر موارد) در منطقه پاریس کار می‌کنند، بدنه و نصب شوند. بنابراین، دی۸ در طول عمر خود، در طیف گسترده‌ای از اشکال زیبا (اغلب) ظاهر شد.